# Gilbert Tshiongo Tshibinkubula Wa Tumba
 (juillet 2021).
Gilbert Tshiongo Tshibinkubula Wa Tumba est un homme politique de la république démocratique du Congo. Il est ministre de l'Énergie dans le gouvernement Muzito III et il a été l’ancien directeur général de la Regideso en 1971 .

## Biographie
Gilbert Tshiongo Tshibinkubula Wa Tumba est né à Katenge en 1942. Il a fait ses études primaires et secondaires chez le Frères de la charité à Lusambo.